# Northern Wedding
Northern Wedding (deutsch: Nördliche Hochzeit) war eine multi-nationale Seemanöverserie der NATO während des Kalten Krieges. Das Manöver Northern Wedding fand von 1970 bis 1986 alle vier Jahre im Herbst statt. Häufig im gleichen Jahr erfolgte auch die Militärmanöver Bold Guard im Raum Schleswig-Holstein und Dänemark.

## Auftrag
Das Seemanöver basierte auf strategischen Planungsszenarien der NATO gegenüber den Warschauer Pakt und erfolgte im Nordatlantik, in der Nordsee und Ostsee.

## Manöver

### Northern Wedding 70
An dem Manöver vom 20. September bis 2. Oktober 1970 nahmen auch das westdeutsche Marinefliegergeschwader 1 und das Marinefliegergeschwader 2 sowie der Zerstörer 1, Zerstörer 2 und Zerstörer 4 der Bundesmarine teil. Großbritannien beteiligte sich unter anderem mit dem Flugzeugträger Ark Royal.

### Northern Wedding 78

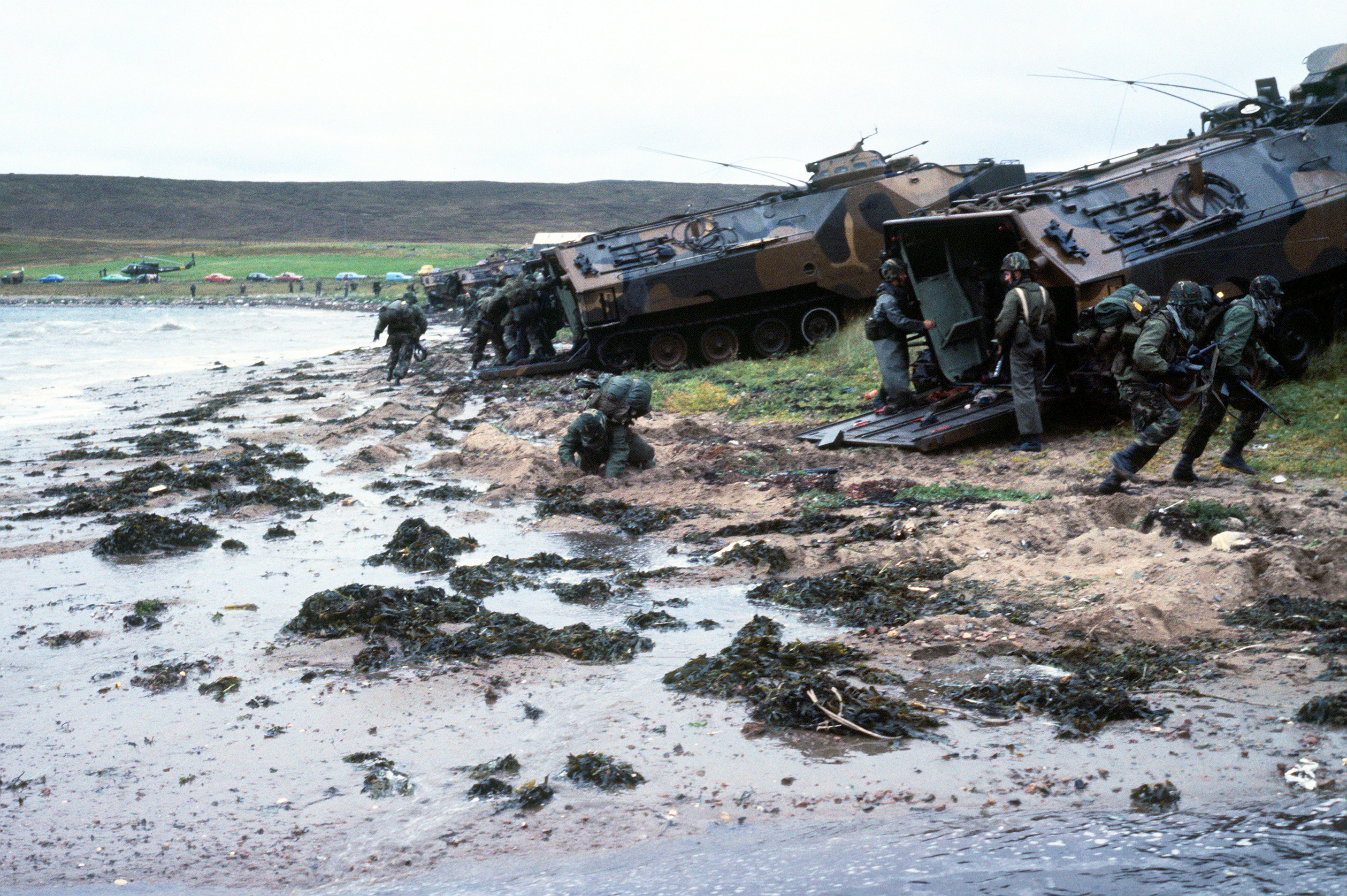
Landung von US-Marines auf den Shetland-Inseln

Vom 4. bis 19. September 1978 erfolgte das Manöver Northern Wedding 78 mit insgesamt 40.000 Teilnehmern. Eingesetzt wurden zudem 22 U-Boote und 800 Flugzeuge aus neun Staaten. Zum Ablauf des Manövers gehörten auch zwei amphibische Landungen, zum einen auf den Shetland-Inseln und zum anderen in Jütland in Dänemark. Auch der US-Flugzeugträger Forrestal, das amphibische Transportdock Austin, der US-Zerstörer Barry, der britische Flugzeugträger Ark Royal und das niederländische U-Boot Dolfijn nahmen im Europäischen Nordmeer an dem Manöver teil. Die Bundesmarine beteiligte sich unter anderem mit dem Zerstörer Lütjens.

### Northern Wedding 82

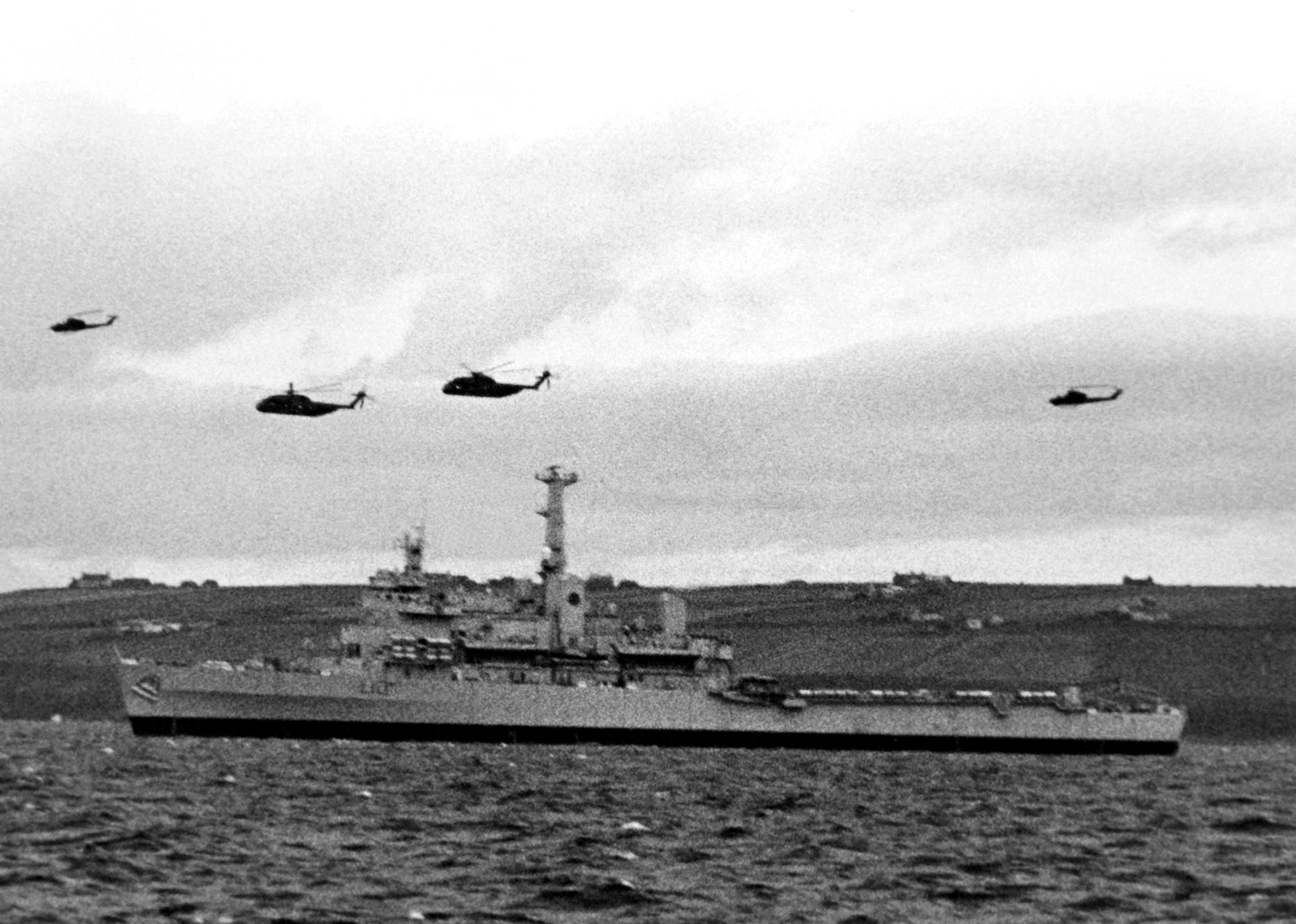
Das britische Landungsschiff HMS Fearless

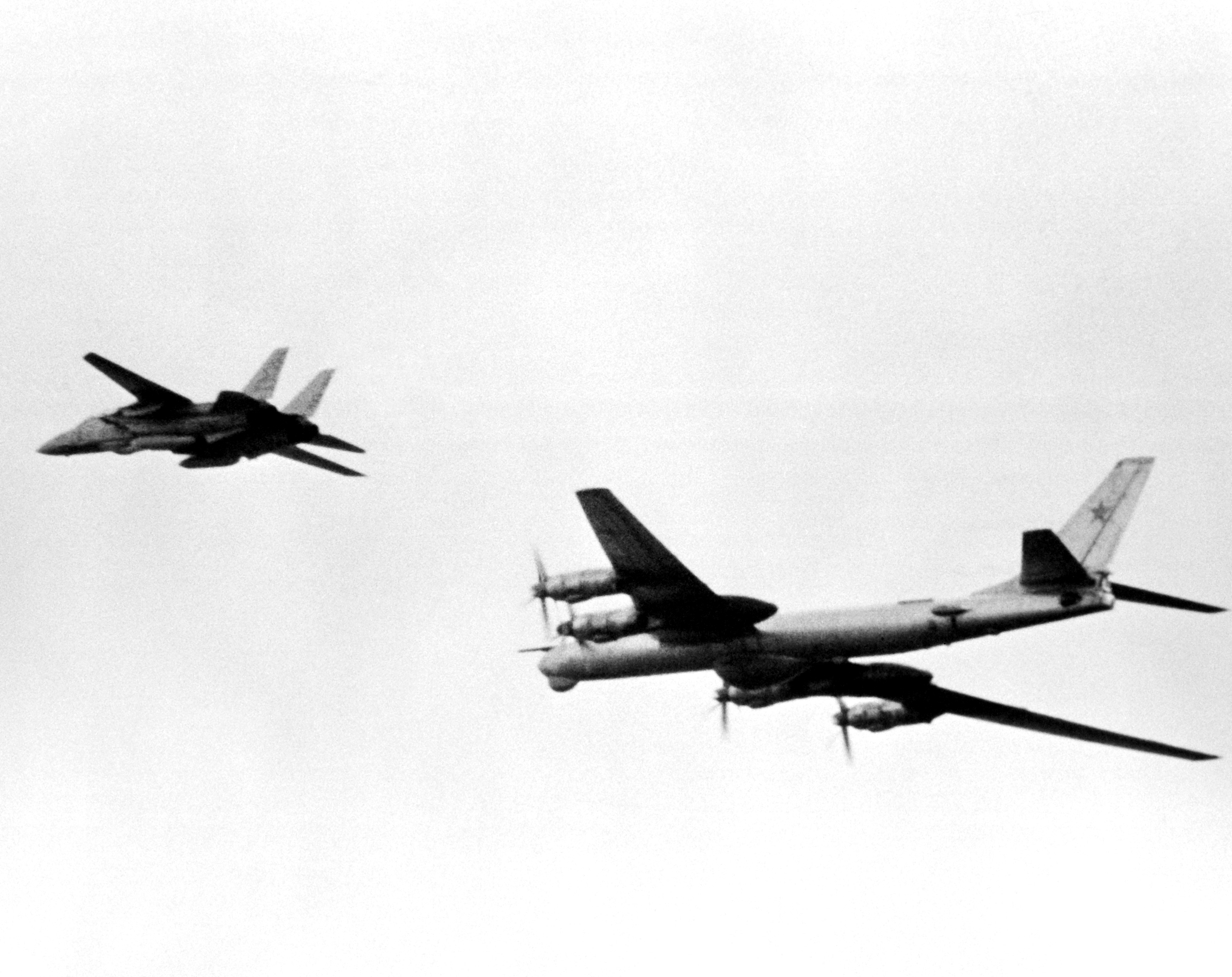
Ein US-Kampfflugzeug vom Typ F-14A eskortiert einen sowjetischen Bomber vom Typ Tu-95 während des Manövers

An dem Großmanöver im August und September 1982 nahmen neun NATO-Staaten mit 160 Schiffe, 250 Flugzeuge und rund 25.000 Soldaten teil. Darunter unter anderem der US-Flugzeugträger America, die britische Fregatte Dido und das amphibische Landungsschiff Fearless, die niederländische Fregatte Tromp, die westdeutsche Fregatte Emden und der Betriebsstofftransporter Eifel.

### Northern Wedding 86

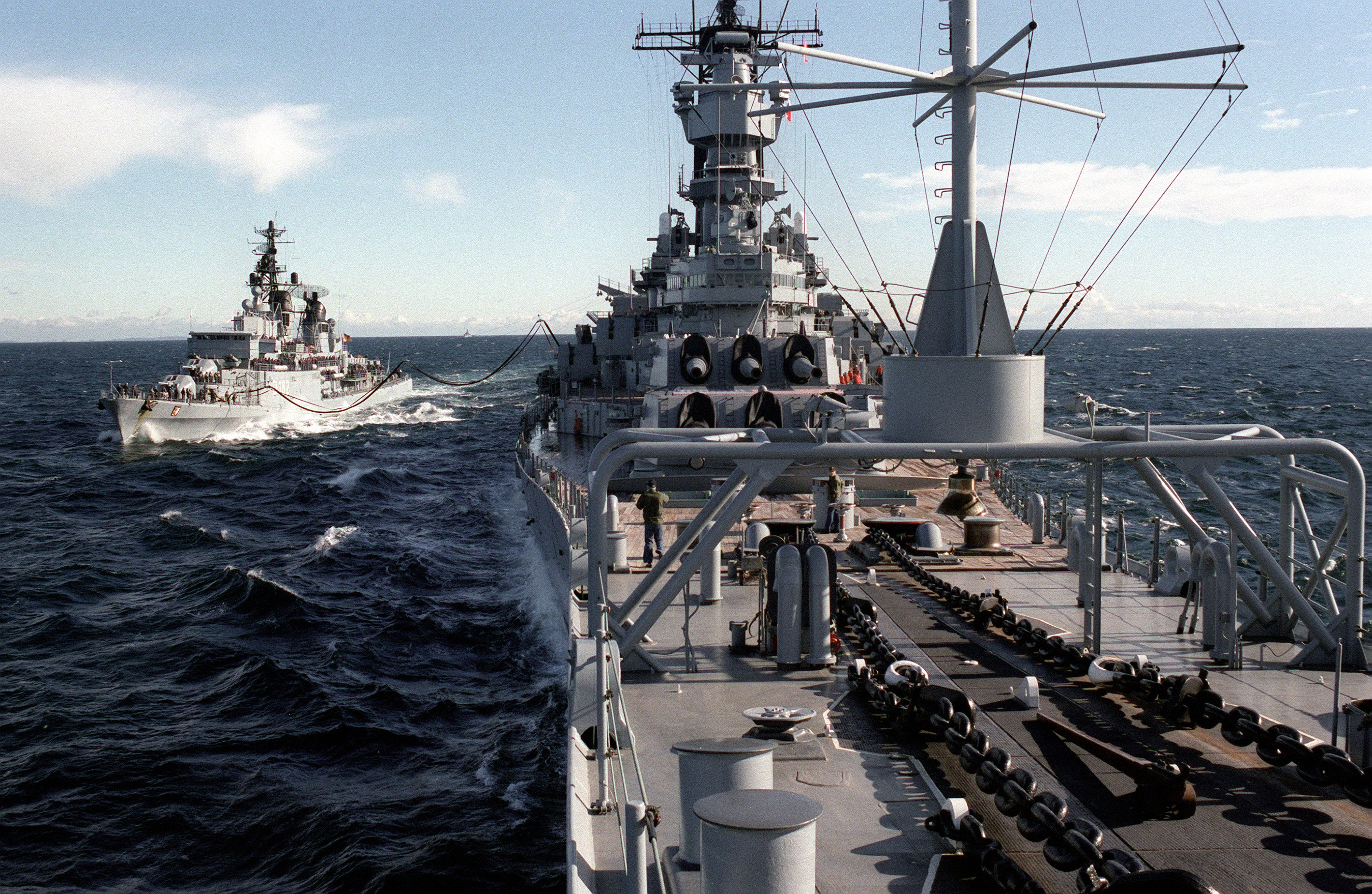
Das US-Schlachtschiff Iowa und der westdeutsche Zerstörer Schleswig-Holstein während des Seemanövers

An dem Militärmanöver ab August 1986 nahmen 35.000 Soldaten aus 10 Staaten teil. Hierzu gehörte der Einsatz von 150 Schiffen. auch Frankreich, dass nur dem zivilen Teil der NATO angehörte, nahm mit zwei Zerstörern und drei U-Booten teil. Zum Manöver gehörte die amphibische Landung von 11.000 Soldaten aus den USA, Großbritannien und den Niederlanden an fünf Küstenabschnitten zwischen Larvik und Sandefjord in Norwegen.
Erstmals bei einem Großmanöver kam auch das computergestützte Schiff-zu-Land-Kommunikationsnetz OPCON (Operational Command) zum Einsatz.<
Am Manöver beteiligt waren der US-Flugzeugträger Nimitz, der britische Flugzeugträger Ark Royal und das US-Schlachtschiff Iowa. Außerdem das US-Kommandoschiff Mount Whitney, das US-amerikanische amphibische Angriffsschiff Saipan, das amphibische US-Landungsschiff Inchon, das amphibische Transportdock Nashville, die US-Fregatte W. S. Sims, der US-Zerstörer Thorn, das US-Landungsschiff Spartanburg County, der britische Zerstörer Liverpool, der kanadische Geleitzerstörer Assiniboine und das Versorgungsschiff Protecteur sowie die zur German Task Group gehörenden Schiffe der Bundesrepublik Deutschland und Dänemark: die Zerstörer Rommel, Schleswig-Holstein und Hessen sowie die Fregatten Bremen, Köln und Peder Skram. Unterstützt wurde der Verband durch das Trossschiff Freiburg und den Betriebsstofftransporter Rhön. Die Führung der German Task Group erfolgte durch den Kommandeur der Zerstörerflottille, Flottillenadmiral Konrad Ehrensberger.
Vom britischen Luftwaffenstützpunkt Kirkwall auf Orkney nahmen zudem VTOL-Erdkampfflugzeuge vom Typ Harrier teil.